# Torneio Promocional (Argentina)
O Torneio Promocional foi uma competição oficial de futebol, não regular, entre os clubes da Argentina, organizado pela Asociación del Fútbol Argentino (AFA) em 1967 e 1968. O torneio foi disputado na Primeira Divisão, na Primera B e Primera C.

## Ganhadores do Torneio da Primeira Divisão
| Ano  | Ganhador      | Segundo           |
| ---- | ------------- | ----------------- |
| 1967 | Gimnasia (LP) | Huracán           |
| 1968 | Banfield      | Newell's Old Boys |

## Ganhadores do Torneio da Primera "B"
| Ano  | Ganhador          | Segundo       |
| ---- | ----------------- | ------------- |
| 1967 | Sportivo Italiano | Sarmiento (J) |
| 1968 | Arsenal           | All Boys      |

## Ganhadores do Torneio da Primera "C"
| Ano  | Ganhador        | Segundo            |
| ---- | --------------- | ------------------ |
| 1967 | Colegiales      | Def. de Cambaceres |
| 1968 | Central Córdoba | Talleres (RE)      |